# Провінція Хюґа
Провінція Хюґа (яп. 日向国 — хюґа но куні, «країна Хюґа»; 日州 — ніссю, «провінція Хюґа»; 向州 — косю, «провінція Хюґа»;) — історична провінція Японії у регіоні Кюсю на півдні острова Кюсю. Відповідає сучасній префектурі Міядзакі.

## Короткі відомості
Провінція Хюґа була утворена у 7 столітті. Її адміністративний центр знаходився у сучасному місті Сайто.
Віддавна землі провінції населяли войовничі племена кумасо і хаято, яких яматоський уряд наймав для боротьби зі своїми північними ворогами — прото-айнськими племенами еміші. Впродовж 8-9 століть опір місцевих племен був зламаний, а Хюґа була перетворена на рядову японську провінцію.
З провінцією Хюґа пов'язані синтоїстські міфи про сходження небесних богів на Землю, які дали початок імператорському роду Японії, та легенди про східний похід імператора Дзімму.
Через порти провінції проходив важливий торговий шлях з королівства Рюкю до японської столиці. Саме тому землі Хюґа були привабливими для багатьох японських можновладців.
У 12 столітті губернатором провінції був призначений рід Сімадзу. Однак з 13 століття рід Ходзьо, фактичний лідер Камакурськоґо сьоґунату, який правгнув контролювати торгівлю з Рюкю, перехопив лідерство у Хюґа.
У 14 столітті провінція Хюґа опинилася поділеною між трьома родами — Цутімоті, Іто і Сімадзу. Перші два приєдналися до роду Отомо, володаря сусідньої провінції Бунґо, який розпочав війну з родом Сімадзу за землі провінції. Останній зміг перемогти у 16 столітті, але невдовзі був змушений поступитися Хюґою об'єднувачу Японії — Тойотомі Хідейосі.
У період Едо (1603—1867) провінція Хюґа поділена на чотири володіння: Нобеока-хан, Таканабе-хан, Садовара-хан і Обі-хан. Ними володіли роди Найто, Сімадзу, Іто й Акадзукі.
У результаті додаткових адміністративних реформ 1876 року провінція Хюґа була приєднана до префектури Каґосіма, однак у 1883 році була виокремлена в окрему одиницю — префектуру Міядзакі.

## Повіти
- Кою 児湯郡
- Міядзакі 宮崎郡
- Мороката 諸県郡
- Нака 那珂郡
- Усукісі 臼杵郡